# Jiangbei (köpinghuvudort i Kina, Jiangxi Sheng, lat 26,30, long 115,48)
Jiangbei är en köpinghuvudort i Kina. Den ligger i provinsen Jiangxi, i den sydöstra delen av landet, omkring 270 kilometer söder om provinshuvudstaden Nanchang. Antalet invånare är 26 030. Befolkningen består av 12 850 kvinnor och 13 180 män. Barn under 15 år utgör 28,0 %, vuxna 15-64 år 63 %, och äldre över 65 år 8,0 %.
Runt Jiangbei är det tätbefolkat, med 257 invånare per kvadratkilometer. Närmaste större samhälle är Lianjiangzhen, 13,3 km väster om Jiangbei. I omgivningarna runt Jiangbei växer huvudsakligen savannskog.
Genomsnittlig årsnederbörd är 2 051 millimeter. Den regnigaste månaden är maj, med i genomsnitt 345 mm nederbörd, och den torraste är oktober, med 23 mm nederbörd.